# Farfalle
Farfalle és un tipus de pasta italiana en forma de corbata de llacet o papallona. De fet, el seu nom del mot italià farfalla (papallona). La "e" a la fi de la paraula és la terminació del plural femení italià, per la qual cosa el significat literal del terme és "papallones".
La seva aparença és la d'un rectangle de pasta dura amb vora dentada esclafada pel centre, de manera que la làmina es corba i es fa una mica més gruixuda. D'aquesta manera, els extrems recorden ales de papallona.
Aquest tipus de pasta es va crear originalment al segle XVI a les regions de la Llombardia i l'Emília-Romanya, al nord d'Itàlia, on també és coneguda en llengua bolonyesa, en la seva versió amb ou, com a strichetti (‘estrets').
Són variants freqüents: les farfalle tonde (‘rodones'), farfalle tricolori (‘tricolors'), farfalline (petites), farfalloni (grossos), fiocchi rigati (‘serrells ratllats', sense vora serrada).
A causa de la seva forma, aquest tipus de pasta també rep el nom de llacets.